# No Comment (Nitro)
| Recensione       | Giudizio |
| ---------------- | -------- |
| Impatto Sonoro   | Positivo |
| Rockit           | Positivo |
| Rockol           |          |
| La scimmia pensa | Misto    |
| Spettacolo.eu    |          |

No Comment è il terzo album in studio del rapper italiano Nitro, pubblicato il 12 gennaio 2018 dalla Machete Empire Records e distribuito dalla Sony Music e dalla Epic Records.

## Descrizione
Anticipato dal singolo Buio Omega e dal video musicale di Infamity Show, l'album si compone di tredici brani, di cui alcuni incisi in collaborazione con Salmo e MadMan.

## Tracce
1. Buio Omega – 2:11 (musica: Maurizio Pisciottu)
2. Infamity Show – 3:28 (musica: Maurizio Pisciottu)
3. Last Man Standing – 3:03 (musica: Stefano Tognini)
4. Ho fatto bene – 3:35
5. Chairaggione (feat. Salmo) – 2:30 (testo: Nicola Albera, Maurizio Pisciottu – musica: Davide Mattei)
6. V!olence – 3:35
7. OK Corral (feat. MadMan) – 3:19 (testo: Nicola Albera, Pierfrancesco Botrugno)
8. DM – 3:26
9. N.V.M.L. (feat. Dani Faiv) – 3:15 (testo: Nicola Albera, Daniele Ceccaroni)
10. San Junipero I – 2:17
11. San Junipero II – 2:13
12. Passepartout (feat. Lazza) – 3:34 (testo: Nicola Albera, Jacopo Lazzarini)
13. Horror Vacui – 3:44 (musica: Lorenzo Paolo Spinosa, Luciano Serventi)

## Formazione
Musicisti
- Nitro – voce
- Salmo – voce aggiuntiva (traccia 5)
- MadMan – voce aggiuntiva (traccia 7)
- Dani Faiv – voce aggiuntiva (traccia 9)
- Lazza – voce aggiuntiva (traccia 12)

Produzione
- Salmo – produzione (tracce 1 e 2)
- Low Kidd – produzione (eccetto tracce 1, 2, 4 e 5)
- Zef – produzione (traccia 4)
- Tha Supreme – produzione (traccia 5)
- Denny the Cool – coproduzione (traccia 13)

## Classifiche
| Classifica (2018) | Posizione massima |
| ----------------- | ----------------- |
| Italia            | 1                 |